# San José Independencia
San José Independencia è un comune del Messico, situato nello stato di Oaxaca.